# Pasan
Pasan là một thành phố và khu đô thị của quận Shahdol thuộc bang Madhya Pradesh, Ấn Độ.

## Nhân khẩu
Theo điều tra dân số năm 2001 của Ấn Độ, Pasan có dân số 29.566 người. Phái nam chiếm 53% tổng số dân và phái nữ chiếm 47%. Pasan có tỷ lệ 65% biết đọc biết viết, cao hơn tỷ lệ trung bình toàn quốc là 59,5%: tỷ lệ cho phái nam là 74%, và tỷ lệ cho phái nữ là 55%. Tại Pasan, 14% dân số nhỏ hơn 6 tuổi.